# Why (Arizona)
Why ist eine Ortschaft im Westen des zum US-Bundesstaat Arizona gehörenden Pima County. Das U.S. Census Bureau hat bei der Volkszählung 2020 eine Einwohnerzahl von 122 ermittelt. 
Why liegt an der Einmündung des Arizona State Route 86 von Tucson in den Arizona State Route 85 zwischen Ajo im Norden und der Landesgrenze zu Mexiko. Die Ortschaft liegt am Nordeingang zum Organ Pipe Cactus National Monument. Motels und ein Campingplatz bieten Übernachtungsmöglichkeiten.

## Lage
Der Ort liegt inmitten der durch Bergketten gegliederten Sonora-Halbwüste im Süden Arizonas. Im Westen grenzt das Cabeza Prieta National Wildlife Refuge, ein Wildtierschutzgebiet an. Im Osten liegt die Reservation der Papago-Indianer. Die nächste Stadt ist die 16 Kilometer entfernte, ehemalige Bergbausiedlung Ajo im Nordwesten.

## Geschichte
Ursprünglich wurde der Ort The Y genannt. Dies kam daher, dass sich die State Routes Nr. 85 und Nr. 86 hier in einer Y-Form schnitten. Zu der Zeit, wo der Ort einen offiziellen Namen bekommen sollte, gab es im Staat Arizona ein Gesetz, welches vorschrieb, dass Ortsnamen mindestens aus drei Buchstaben bestehen müssen. Daher entschieden sich die Verantwortlichen für den Namen Why, was im englischen der phonetischen Aussprache des Y entspricht. Auf Grund der Verkehrssicherheit, wurde die Einmündung der beiden Straßen mittlerweile in eine T-Form umgebaut.